# Thymopsis thymoides
Thymopsis thymoides là một loài thực vật có hoa trong họ Cúc. Loài này được (Griseb.) Urb. miêu tả khoa học đầu tiên.